# La figlia di Jorio (Pizzetti)
La figlia di Jorio è un'opera di Ildebrando Pizzetti su libretto proprio derivato dall'omonima tragedia di Gabriele D'Annunzio. La prima rappresentazione ebbe luogo il 4 dicembre 1954 al Teatro San Carlo di Napoli.
Gli interpreti furono i seguenti:
| Personaggio             | Interprete             |
| ----------------------- | ---------------------- |
| Lazaro di Roio          | Giangiacomo Guelfi     |
| Candia della Leonessa   | Elena Nicolai          |
| Aligi                   | Mirto Picchi           |
| Splendore               | Fernanda Cadoni        |
| Favetta                 | Maria Teresa Mandalari |
| Ornella                 | Maria Luisa Malagrida  |
| Teodula di Cinzio       | Anna Maria Canali      |
| Mila di Codro           | Clara Petrella         |
| Femo di Nerfa           | Gerardo Gaudiosi       |
| Iona di Midia Mietitore | Saturno Meletti        |
| La vecchia delle erbe   | Giuseppina Sani        |
| Cosma                   | Plinio Clabassi        |

Direttore era Gianandrea Gavazzeni, regista Roberto Rossellini, scenografo Cesare Maria Cristini.
La prima rappresentazione fu accolta con «clamoroso successo» e «applausi scroscianti».

## Trama
La trama ricalca fedelmente quella della storia di D'Annunzio, ma i versi vennero rivisti e adattati da Pizzetti.
In Abruzzo, in un paesaggio selvaggio di montagna (la vicenda è ambientata presso le Grotte del Cavallone e Lama dei Peligni), la famiglia di Lazaro di Roio del Sangro è in festa per il matrimonio del figlio Aligi con Candia della Leonessa. La tranquilla scena della preparazione rituale della sposa in casa è interrotta da un imprevisto. 
Aligi rifiuta la sposa quando vede arrivarsi, dopo manifestazioni di presagi oscuri, la contadina Mila di Codro, inseguita da dei mietitori che vogliono recarle violenza. Aligi la protegge, e presto se ne innamora. Ma rompendo i legami con la sua famiglia, Aligi la getta in disonore e in disgrazia.

Nel secondo quadro, Aligi e Mila vivono come due selvaggi nella grotta del Cavallone. Aligi ha costruito un simulacro a San Michele, protettore degli abruzzesi e del focolare, per chiedere la grazia. Mila ha un colloqui con una vecchia che viene a raccogliere le erbe medicamentose, e leda dei consigli. Successivamente incontra un frate eremita che le preannuncia una triste fine. Arriva anche Favetta, una delle comari di Candua, che racconta ad Aligi del dolore provato dalla famiglia, dopo che ha rotto la promessa di matrimonio. 
Infine nella grotta giunge Lazaro, quando Aligi è assente, perché si è recato a Roma a chiedere la grazia al Papa. L'uomo ha perso il senno per la bellezza di Mila e tenta di violentarla, ma arriva Aligi che lo uccide senza pietà. 
Nel terzo quadro la scena è nella piazza del paese, con Aligi nelle vesti di un condannato,coperto da un velo nero di infamia. Tutti sostengono che Mila sia una strega e che porti sventura, infatti nel momento supremo delle accuse contro il pastore, reo dell'omicidio del padre, Mila rompe il silenzio raccontando la sua versione, e di offre in sacrificio per salvare l'innocenza del suo amato. I popolani allora la prendono e si apprestano a condannarla al rogo per "espiare" le colpe e riportare la quiete nella comunità.

## Critica
Andrea Della Corte giudicò l'opera una delle poche dell'epoca che, schivato il pericolo dell'eccentricità mirata allo scandalo, «abbiano affisato l'ideale dell'arte e diano un nobile piacere». I personaggi declamano intonando nello stile di Pizzetti ma con accresciuta cantabilità, vogliono essere «piuttosto coralmente osservati che distinti», accompagnati dall'orchestra che «mai stride né abbaglia ma è discreta e sommessa».
Dopo la première l'opera fu rappresentata, tra il 1955 e il 1957, a Venezia, Torino, Parma, Milano, Roma e Firenze.